# Herman Verelst (kunstschilder)

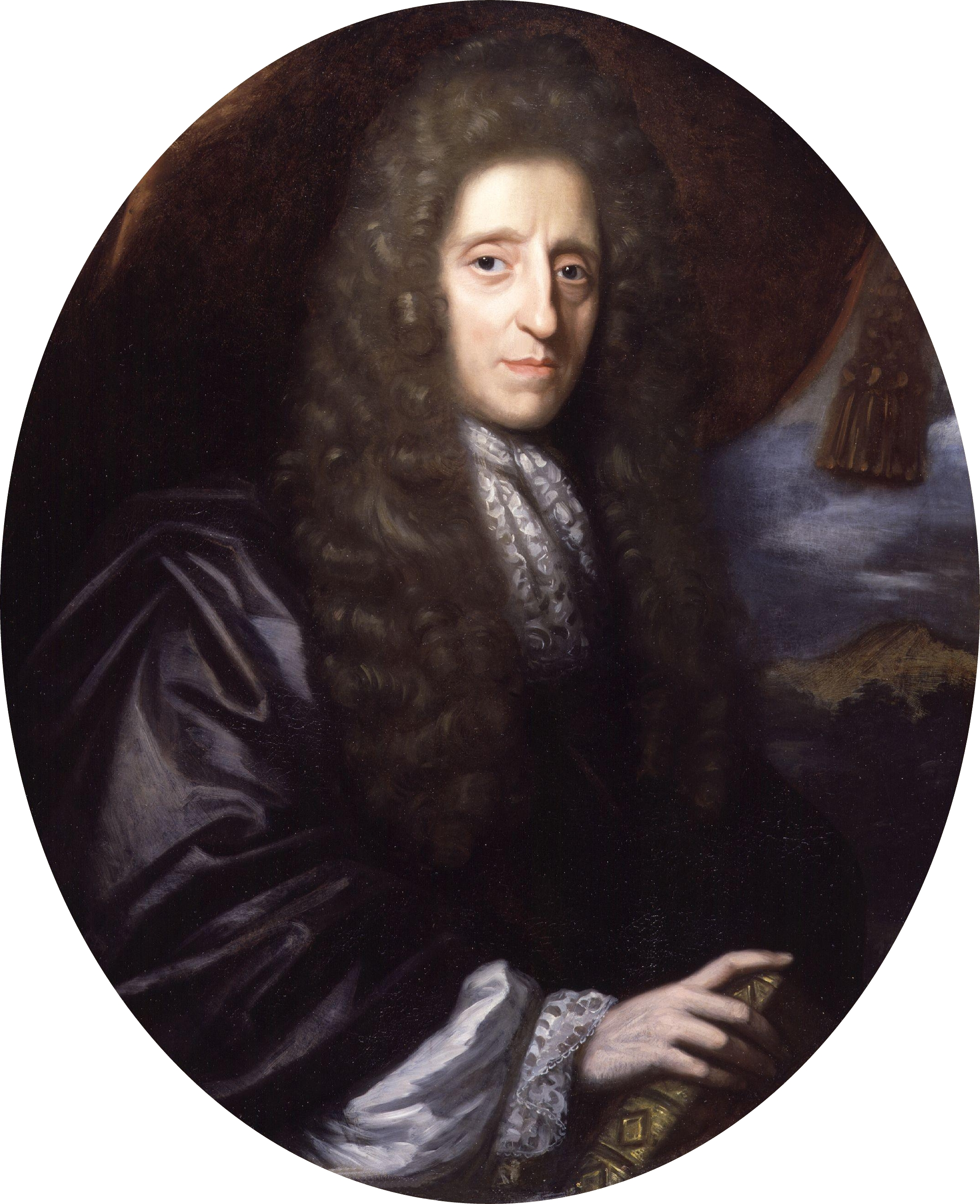
Portret van John Locke, 1689, National Portrait Gallery, Londen

Herman Verelst (Dordrecht of Rotterdam, 1641 of 1642 - Londen, 1702) was een Nederlands kunstschilder en tekenaar. Hij vervaardigde religieuze taferelen, stillevens en portretten.
Verelst was de oudste zoon van Pieter Hermansz. Verelst, die ook zijn leermeester was. Zijn broers Simon en Johannes Verelst waren eveneens kunstschilder. Ook zijn kinderen Cornelis en Maria en zijn kleinzoon William Verelst behoorden tot de kunstenaarsdynastie.
Herman Verelst was lid van het Haagse Sint-Lucasgilde en van het mede door zijn vader opgerichte Haagse genootschap Confrerie Pictura. Tussen ongeveer 1667 en 1670 woonde en werkte hij in Amsterdam. Daarna ondernam hij een reis door Europa en bezocht achtereenvolgens Ljubljana (1678),  Italië (1680) en Wenen. In 1683 vestigde hij zich, net als zijn oudere broer, in Londen.
Hij was de leermeester van de eveneens uit Den Haag afkomstige Louis Michiel en van zijn dochter Maria.